# 仪灰蝶属
仪灰蝶属（学名：Eldoradina）是灰蝶科下的一个属。

## 下属物种
本属包括以下物种：
- 蓝仪灰蝶 Eldoradina cyanea